# Francesco Leonetti
Pour les articles homonymes, voir Leonetti.
Francesco Leonetti, né le 27 janvier 1924 à Cosenza et mort le 17 décembre 2017 à Milan, est un écrivain et poète italien.

## Biographie
Écrivain expressionniste, Francesco Leonetti traverse les grandes expériences littéraires du XXe siècle. Ami personnel et inséparable de Pier Paolo Pasolini et Roberto Roversi, il est rédacteur de leur magazine Officina (it), fondé en 1955.
Il participe à la création du magazine littéraire Il Menabò (it) dans les années 1960, magazine créé par Elio Vittorini et Italo Calvino. Cette expérience le fait adhérer aux idées de la Neoavanguardia.
Il est le narrateur du film Des oiseaux, petits et gros de Pasolini, sorti en 1966.
En 1968, il fonde le magazine Che fare, qu'il abandonne rapidement pour se consacrer au militantisme politique, dans les milieux de l'extrême gauche italienne. Engagé dans les rangs maoïstes, il rejoint l'Union des communistes italiens (marxistes-léninistes), au sein de laquelle il tient un rôle d'idéologue.
Dans les années 1980, il retourne à l'écriture et rédigeant des articles pour le magazine Alfabeta et fondant un autre, Campo, à la fin du siècle.

## Ouvrages

### Poésie
- La cantica, Mondadori, 1959
- Percorso logico del 1960-75, Einaudi, 1976
- In uno scacco (nel settantotto), Einaudi, 1979
- Palla di filo (poemetto con commento), Manni, 1986
- Le scritte sconfinate, Scheiwiller, 1994

### Romans
- (it) Fumo, fuoco e dispetto, Turin, G. Einaudi, coll. « Gettoni » (no 45), 1956, 212 p.
- (it) Conoscenza per errore, Milan, Feltrinelli, coll. « Comete » (no 14), 1961, 262 p.Réédité en 1978 sous le titre Conoscenza per errore (Studente di Bologna del ’48-'49), Einaudi, 1978
- L'incomplet [« L'incompleto »]  (trad. de l'italien par Maddy Buysse), Paris, Gallimard, coll. « Du monde entier », 1968, 227 p.
- (it) Tappeto volante, Vicence, Mondadori, coll. « Narratori italiani » (no 158), 1967, 234 p.
- (it) Irati e sereni, Milan, Feltrinelli, coll. « Narratori di Feltrinelli » (no 222), 1974, 156 p.
- (it) Campo di battaglia, Turin, G. Einaudi, 1981, 184 p.
- (it) Piedi in cerca di cibo, Milan, Lupetti, coll. « Letteratura », 1995, 187 p.
- (it) I piccolissimi e la circe, Lecce, P. Manni, coll. « Scrittura e la storia » (no 28), 1998, 143 p.